# Парк Ушће
Парк Ушће у Београду представља део насеља општине Нови Београд, које се налази непосредно уз ушће Саве у Дунав, по чему је и добило назив. Овај део града је ненасељен и прекривен зеленим површинама, а у њему се одржавају манифестације, као што су: концерти, фестивали, ауто-трке.
У оквиру парка Ушће налази се и музеј савремене уметности, који је реконструисан 2017. године.

## Позиција
Ушће је оивичено рекама Дунавом и Савом, Бранковим мостом, Булеваром Михајла Пупина, Булеваром Николе Тесле и Земунским кејом. Северно од Ушћа, преко Дунава налазе се Мало и Велико ратно острво, а источно, преко Саве налази се Калемегдан и Београдска тврђава. Јужно од Ушћа налази се Старо Сајмиште, најстарији део Новог Беогарда и место некадашњег логора, а западно Земунски кеј и хотел „Југославија“.

## Уређење Парка
Парк „Ушће“ који заузима око 80 хектара почео је са уређењем 2017.године у сарадњи са данским архитектом Јаном Гелом. Парк „Ушће“ направљен је од Бранковог моста до хотела Југославија. 
На почетку парка “ Ушће“ налази се први скејт парк у Београду и Србији у близини Бранковог моста.Простире се на 2.200 квадратних метара.

### Зоне
Формирано је или је у припреми 7 тематских парковских зона:
- Зона Кретања – Представља зону за рекреацију спорт , а налазе се стазе за трчање,ауто стаза за децу,теретане,бициклистичке стазе….
- Зона Природе – Ова зона посвећена је природи и требало би да буду постављене реплике животиња.
- Зона Србија –Зона која је посвећена природи и култури Србије.
- Зона Музике – Зона посвећена музици како за игру деце,тако и део где би требало да се организују концерти и сличне манифестације.
- Зона Воде – Зона посвећена води на ушћу двеју река. У овој зони вода би требало да улази у парк и да се формита парковско језеро.
- Зона Уметности – Зона код Музеја савремене уметности.
- Зона Науке – Замишљена је као зона богатог едукатовног саџаја са низом забавних и атратктивних експоната за популаризацију науке.

## Галерија
- Ознака 0-тог километра реке Саве, Парк Ушће
- Парк Ушће, Нови Београд
- Музеј савремене уметности
- Шеталиште поред Саве, Парк Ушће